# 林成年
林 成年（はやし なりとし、1931年9月14日 - 2008年2月6日）は、日本の俳優。京都府京都市伏見区出身。慶應義塾大学文学部卒業。本名は長谷川 寿（はせがわ ひさし）。父は俳優の長谷川一夫。女優の長谷川季子、長谷川稀世は妹。妻は上田吉二郎の養女。

## 来歴
1937年、大阪歌舞伎座で初舞台、同年に父・一夫主演の映画『土屋主悦』で映画デビューした。大学卒業後は大映に入社し、『新・平家物語』、『赤胴鈴之助』シリーズなど数多くの映画に出演。1960年に大映を退社し、1962年、東宝に移った。以降は東宝歌舞伎にレギュラー出演するなど、舞台を中心に活躍した。他に杉良太郎などの舞台に客演した。
2008年2月6日、心不全のため死去、76歳だった。

## 出演作品

### 映画
- 元禄快挙余譚 土屋主税 落花の巻（1937年）
- 元禄快挙余譚 土屋主税 雪解篇（1937年）
- 芸道一代男（1941年）
- お嬢さん先生（1955年）
- 新・平家物語（1955年）
- 花頭巾（1956年）
- 柳生連也斎 秘伝月影抄（1956年）
- 大阪物語（1957年）
- 赤胴鈴之助（1957年）
- 赤胴鈴之助 鬼面党退治（1957年）
- 赤胴鈴之助 新月塔の妖鬼（1957年）
- 赤胴鈴之助 三つ目の鳥人 （1958年）
- 赤胴鈴之助 黒雲谷の雷人（1958年）
- 赤胴鈴之助 どくろ団退治（1958年）
- 日蓮と蒙古大襲来 (1958年)
- 水戸黄門海を渡る（1961年）
- 雪之丞変化（1963年）
- 温泉あんま（1963年）
- 廃市（1983年）
- タンポポ（1985年）

### テレビドラマ
- NHK大河ドラマ
  - 赤穂浪士（1964年） - 前原伊助 役
  - 源義経（1966年） - 一条能保 役
  - 樅ノ木は残った（1970年） - 伊達忠宗 役
- 風雪 第4回「大樹のしげり」（1964年、NHK） - 伊達邦直 役
- 男は度胸（1970年、NHK）
- 大忠臣蔵（1971年、NET）
- 人形佐七捕物帳 第20話「狂女の舞扇」（1971年、NET）- 原沢一平太 役
- 大江戸捜査網 第2シリーズ 第40話「図々しい男」（1972年、テレビ東京） - 松井御門守宗年 役
- 江戸の牙 第11話「宿敵! 炎の対決」（1979年、テレビ朝日）
- 眠狂四郎 円月殺法 第16話「悪女志願! 美男剣」（1983年、テレビ東京） - 中山主税 役
- 火曜サスペンス劇場 「女監察医・室生亜季子2・遺された眼」（1987年、日本テレビ）
- 大忠臣蔵（1989年、テレビ東京） - 原惣右衛門 役
- 必殺スペシャル・新春 決定版!大奥、春日野局の秘密 主水、露天風呂で初仕事（1989年、朝日放送） - 和佐伝内 役

## 著書
- 『父・長谷川一夫の大いなる遺産』（講談社、1985年5月）